# Staphylococcus capitis
Staphylococcus capitis es una especie coagulasa negativa (CoNS) de Staphylococcus. Es parte de la flora normal de la piel del cuero cabelludo, la cara, el cuello, el escroto y las orejas humanos y se ha asociado con endocarditis de válvula protésica, pero rara vez se asocia con infección de válvula nativa.

## Importancia clínica
Los coagulasa negativos (CoNS), producen una biopelícula viscosa que les permite adherirse a dispositivos médicos como válvulas protésicas y catéteres y dificulta su extracción por la respuesta inmune del paciente a la terapia con antibióticos. Como flora nativa de la piel y las membranas mucosas, pueden introducirse en cualquier momento en que se pinchen, es decir, en el momento de la colocación del dispositivo, la venopunción o a través de roturas en la mucosa o piel. Las especies de CoNS, como S. epidermidis y S. capitis, se registran como la causa más común de endocarditis de válvula protésica.
S. capitis, afortunadamente, tiene una menor propensión a la resistencia a los antibióticos y también produce menos biopelículas que muchas otras CoNS. Esto mejora las posibilidades de erradicación exitosa de S. capitis en infecciones periprotésicas (como infecciones totales de rodilla y artroplastia total de cadera) en comparación con otras CoNS como S. epidermidis.
Nuevos estudios muestran que el organismo se puede extraer de las infecciones de prótesis articulares, muy probablemente contraídas por una cirugía. Este organismo se muestra en la creación de enfermedades humanas y se puede propagar fácilmente en el hospital, por lo que saber de dónde proviene la bacteria es vital para mejorar los algoritmos de tratamiento en el futuro.